# Agave dussiana
Agave dussiana är en sparrisväxtart som beskrevs av William Trelease. Agave dussiana ingår i släktet Agave och familjen sparrisväxter. Inga underarter finns listade i Catalogue of Life.